# 黄剑雄
黄剑雄（1971年7月—），男，汉族，福建仙游人。中华人民共和国政治人物。1993年毕业于西北大学化工学院化工机械与设备专业，1998年取得厦门大学国际贸易专业经济学硕士，厦门大学财政学专业在职经济学博士学位。

## 简历
曾任中共咸宁市委常委、常务副市长，潜江市人民政府市长，中共潜江市委书记、市人大常委会主任，荆楚理工学院校长，荆楚理工学院党委书记。
2021年5月，任中共十堰市委副书记、市长。2022年5月，任湖北省财政厅厅长。同年9月30日，仅相隔四个月再回到十堰市任市委书记。